# Понсан (Когурё)
Понсан (хангыль 봉상왕, 치갈왕, ханча 烽上王, 雉葛王, ?—300) — 14-й ван Когурё, одного из трёх государств Корейского полуострова (292—300). Сын вана Сочхона. Личное имя — Санбу.

## Правление
Согласно «Самгук саги», Понсан был человеком упрямым, вспыльчивым, подозрительным и недоброжелательным. Своё правление он начал с убийства дяди Тальги, который имел огромные заслуги в предыдущее царствование и был любим народом. Затем он заставил покончить с собой младшего брата Тольго, а его сын Ыльбуль вынужден был бежать от преследований дяди в глухую деревню, где и скрывался некоторое время.
Царствование Понсана было омрачено набегами сяньбийцев. Эти варвары-кочевники создали около 285 года на территории Южной Маньчжурии своё царство Янь; им принадлежали верховья реки Ляохэ, часть Ляодуна и Ляоси. В 293 году сяньбийский правитель Мужун Вэй напал на Когурё, и Понсан отступил в сторону Синсона. Мужун Вэй послал за ним погоню, но на помощь вану пришёл управляющий Синсоном ичхон северного округа Ко Ноджа с 500 всадниками и вступил в сражение с врагами. Сяньбийцы были разбиты и отступили. Понсан повысил Ко Ноджа и пожаловал ему титул тэхёна, даровав вместе с тем Кокним в качестве кормового владения. В 296 году Мужун Вэй повторил нападение и осквернил гробницу бывшего вана Сочхона, но затем отступил.
В 298 году страну настиг неурожай и голод, вызванный сильными морозами. Через год на протяжении пяти месяцев не было дождей, что вызвало голод и случаи людоедства. Ван, не обращая внимания на невзгоды народа, тратил огромные средства на строительство новых дворцов, увлекался излишествами и роскошью. В 300 г. он согнал на перестройку дворца мужчин и женщин старше 15 лет со всей страны. Люди, страдавшие от недостатка пищи и непосильных работ, начали разбегаться. Сановники составили против Понсана заговор и возвели на престол Ыльбуля (это был ван Мичхон). Покинутый всеми, Понсан повесился, а за ним последовали двое его сыновей.